# ゼア・ユー・ゴー
「ゼア・ユー・ゴー」(There You Go)はアメリカ合衆国のシンガーソングライターのP!NKのデビュー曲。彼女の1枚目のアルバム『キャント・テイク・ミー・ホーム』からのリードシングルとしてリリースされた。デビュー曲にもかかわらず、アメリカやイギリス、オーストラリアなどの主要国でトップ10入りのヒットを記録、1999年度のアメリカの年間シングルチャートでは16位を記録する大ヒットとなった。
| スタブアイコン | サブスタブ | この項目は、まだ閲覧者の調べものの参照としては役立たない、シングルに関連した書きかけの項目です。この項目を加筆・訂正などしてくださる協力者を求めています（P:音楽/PJ:楽曲）。 |